# Vějířový tanec
Vějířový tanec (korejsky 부채춤) je korejský tradiční tanec. Obvykle je předváděn skupinou dívek.

## Historie
Tanec byl vytvořen roku 1954 choreografem Kim Pek-pongem (김백봉). Původně projekt zamýšlel pro jednotlivce, nakonec však s tancem vystupovala skupina pocházející ze společnosti korejských tradičních tanců (Korean folk dance company) na Letních olympijských hrách v Mexiku v roce 1968. Od tohoto momentu je vějířový tanec považován za jeden z ikonických korejských tanců.
Tanec byl roku 1992 označen Asociací korejského tance jako umělecké dílo a 15. října 2014 jako nehmotný kulturní majetek.
Vějířový tanec má podobné počátky jako další korejská umění. Příkladem jsou šamanské tance, ze kterých vějířový tanec nejspíše pochází, tance s maskami zvané tchalčchum či pchansori. V těchto případech je vějíř hlavním nástrojem doprovázející zpěv nebo tanec. U vějířových tanců vějíř není pouhou rekvizitou. Je naopak hlavním článkem, který vyvolává všechny pohyby.

## Charakteristika

### Oděvy a vějíře
Tanečnice jsou oblečeny do tradičního korejského kroje hanboku, který má velké množství možných barevných kombinací. Na pečlivě vyčesaných vlasech pak mají často posazenou malou korunku nebo zapletenou tenkou stužku. Společnost jim dělají většinou dva větší vějíře (부채, pučche), které na sobě mají zářivé barvy, na konci peříčka a často jsou zdobené květy pivoněk.

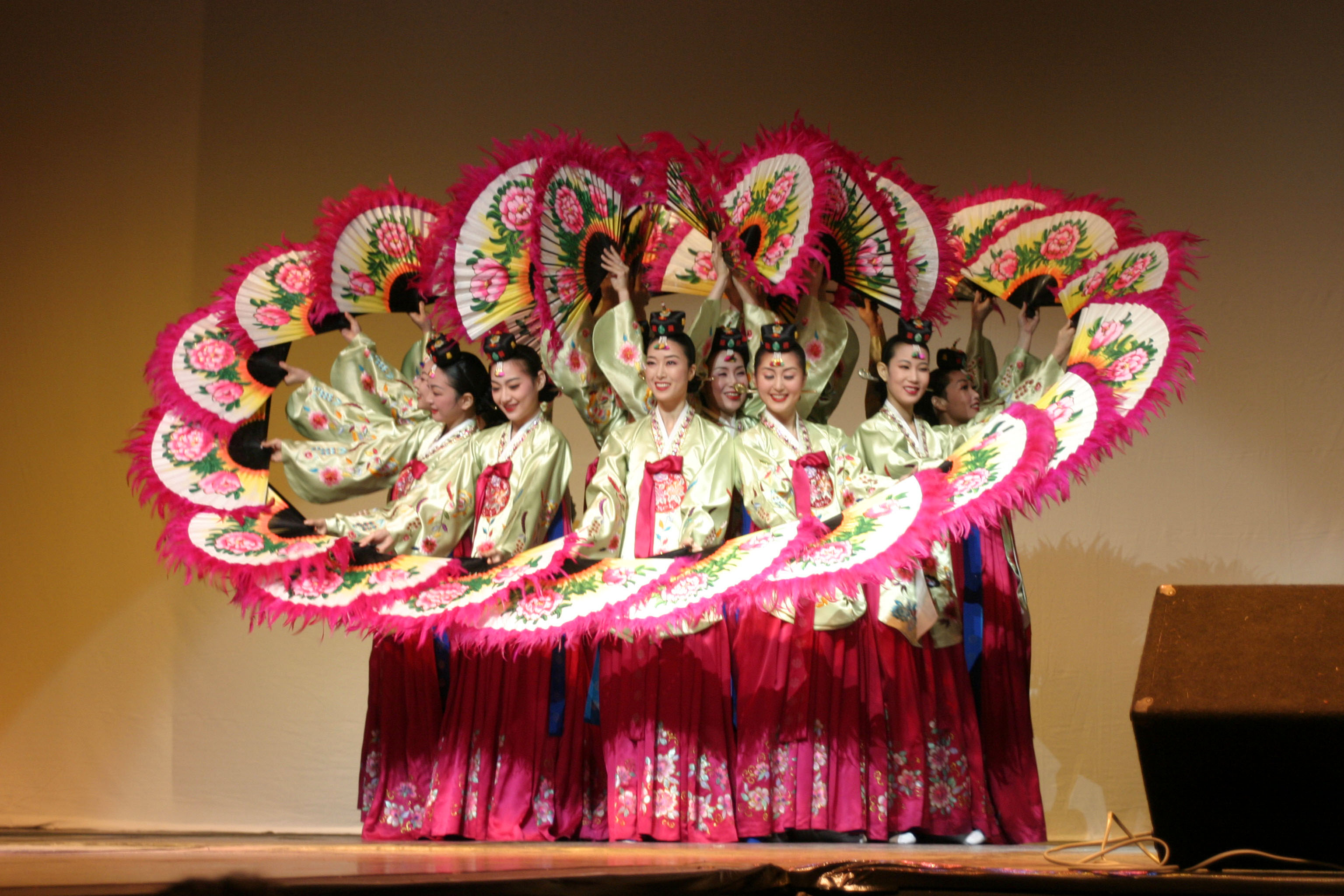
Korejský tradiční vějířový tanec
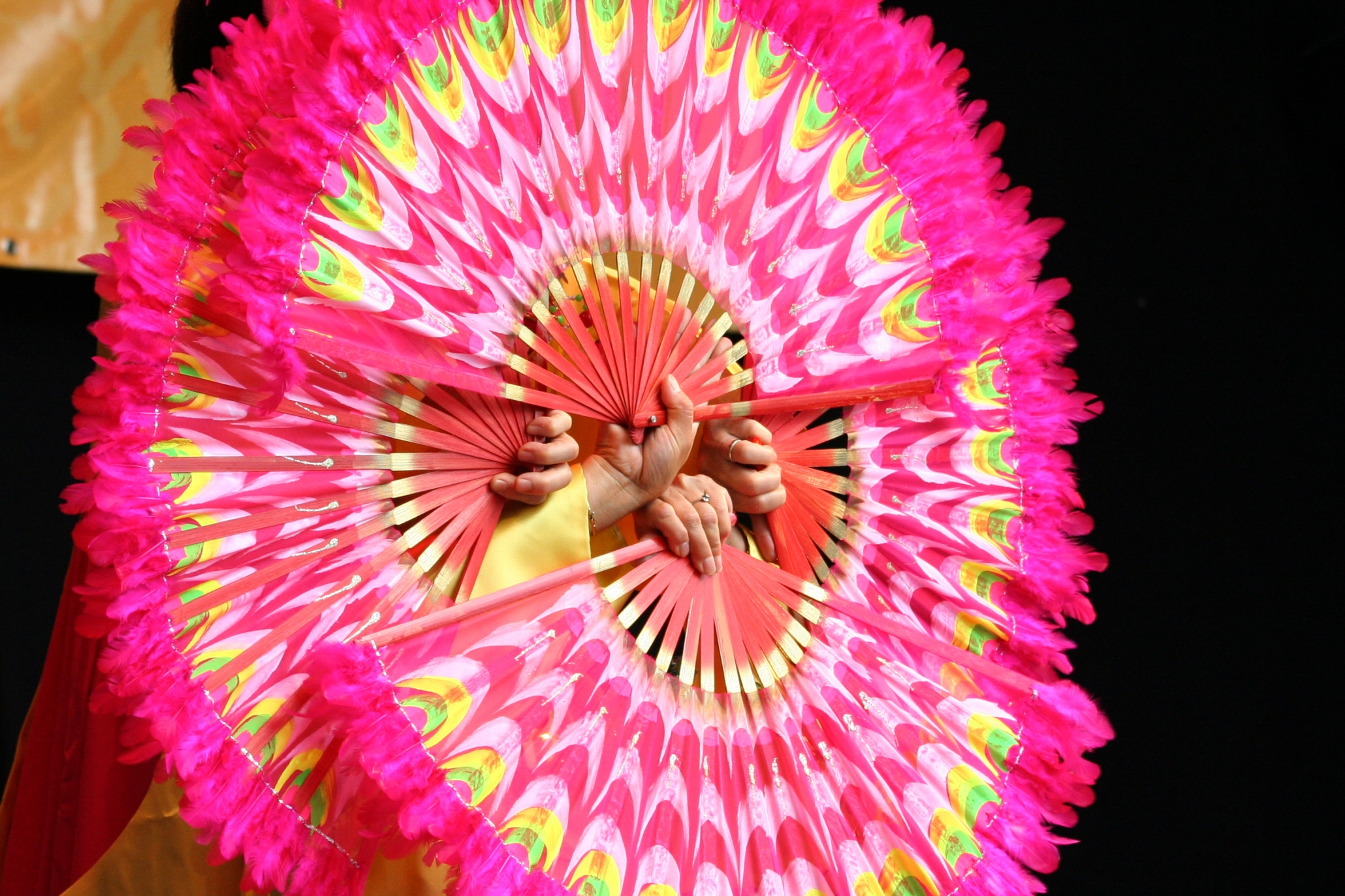
Vzhled vějířů zblízka
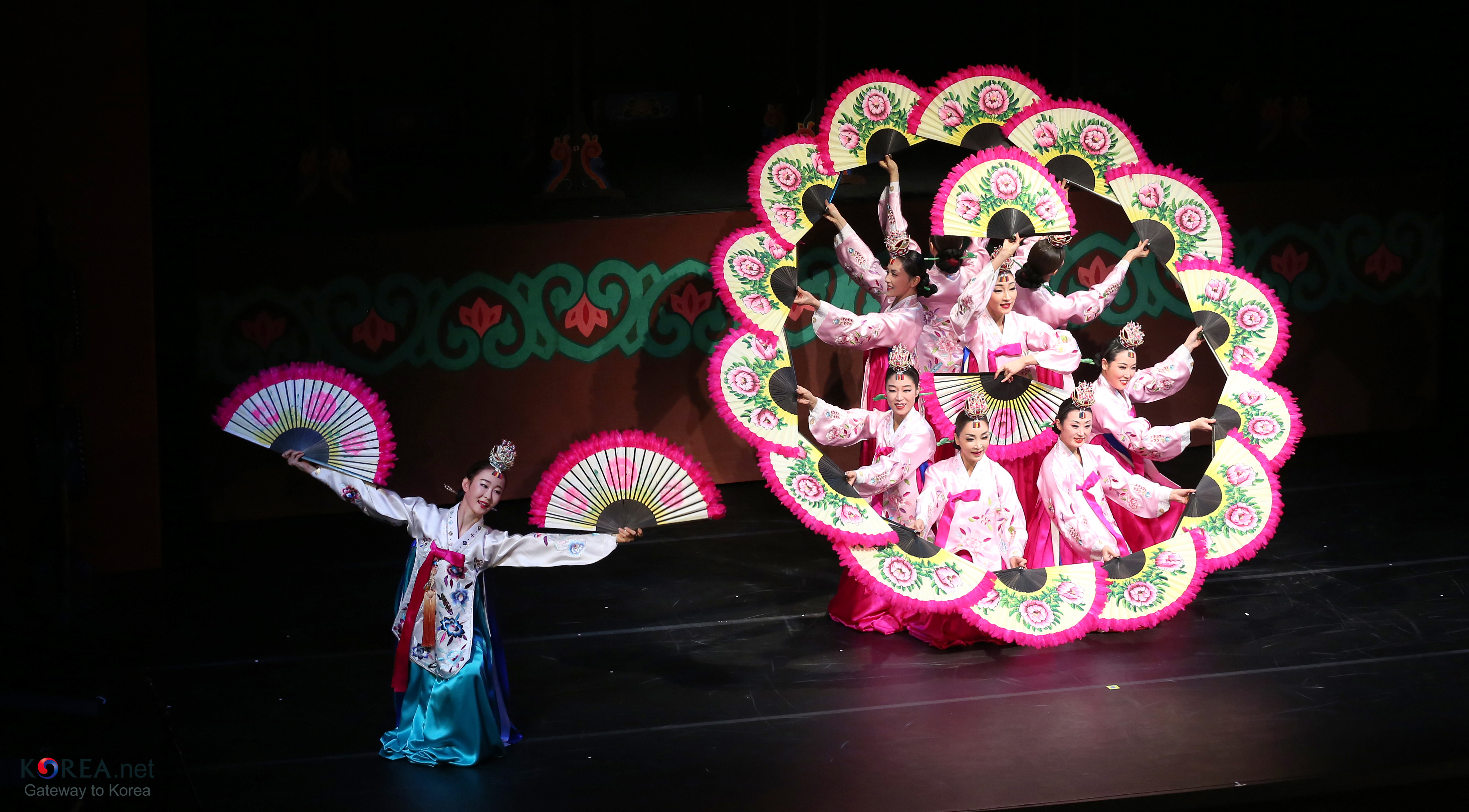
Další formace tanečnic
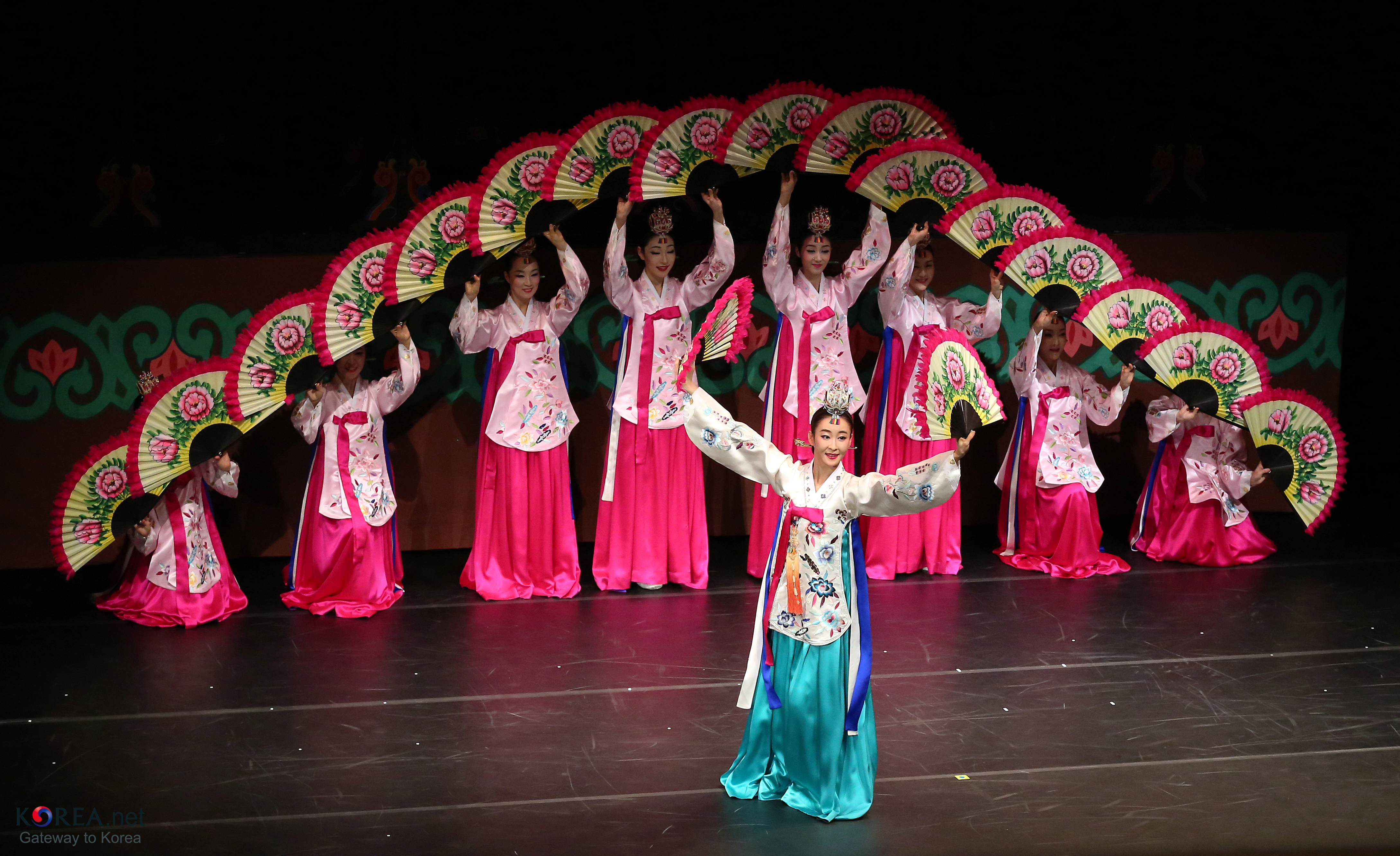
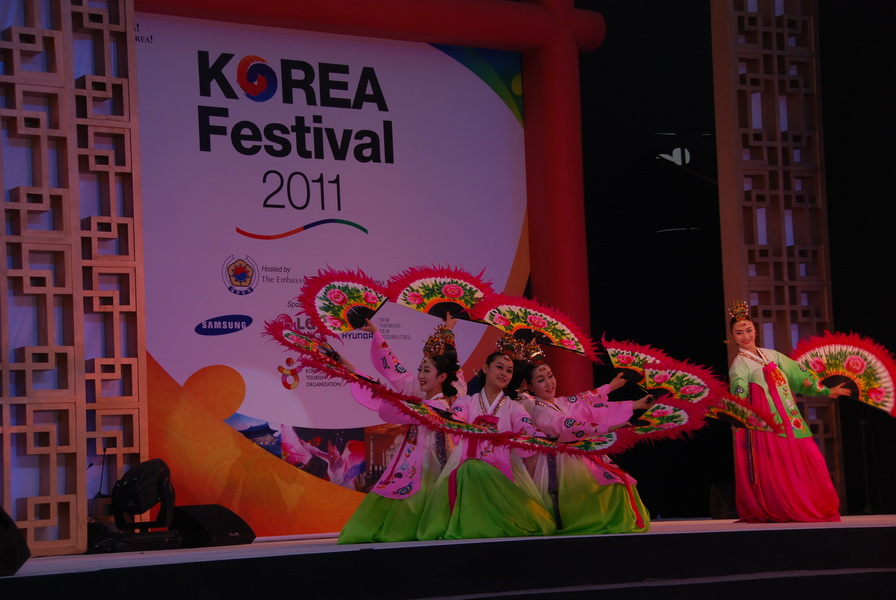
Korejský festival v Indii

### Hudba
Tancuje se na tradiční korejskou hudbu. V ní jsou obsaženy zvuky hudebních nástrojů, jako jsou strunné nástroje kajagum (가야금), komungo (거문고), dechové nástroje tegum (대금), pchiri (피리, nástroj podobající se flétně) a bicí nástroje jako čing (징, velký gong), puk (북, buben) nebo čanggu (장구, buben s tělem ve tvaru přesýpacích hodin).

### Tanec
Dívky se ladnými pohyby přesouvají do formací, které mají připomínat nejrůznější výjevy z přírody, jako květiny, kdy se vějíře vlní jako okvětní plátky, ptáčky, motýly a draky.

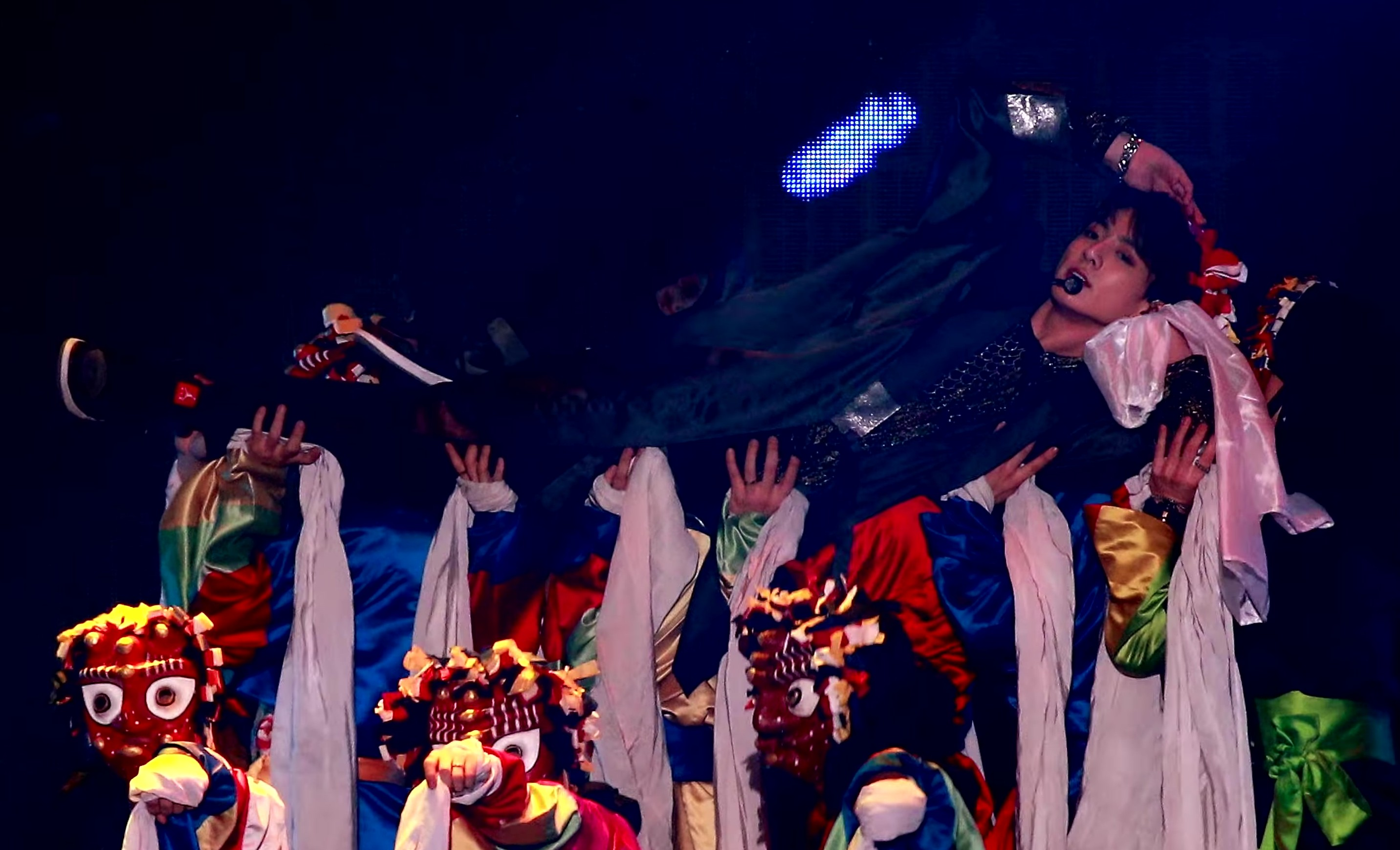
Čon Čong-guk na Melon Music Award 2018

## Ve světě
Vějířový tanec je populární v zemích jako je Čína a Japonsko. Tanec se pak objevuje především během jarních slavností, právě díky formacím připomínajícím kvetoucí květiny.
S korejskou vlnou Hallyu, kdy se ve světě uchycuje k-pop a k-dramata, získává i takový vějířový tanec čím dál větší popularitu a uznání. K-pop se hodně opírá o korejskou historii, kterou chce ukázat světu. Proto se tradiční tance mnohokrát vyskytly nejen ve videoklipech, ale i v mezinárodních vystoupeních k-popových skupin. Takovým příkladem je vystoupení BTS na Melon Music Award v roce 2018 s písní Idol, která je plná odkazů na historii. Ve videoklipu na sobě mají hanboky upravené do modernějšího střihu, v pozadí zaznívají zvuky tradičních nástrojů a výkřiků „olssu“ (얼쑤), vyjadřující povzbuzení v pansori, taneční prvky inspirované vystoupením pchungmullori (풍물놀이) a tradiční vzory maleb květů a krajin v pozadí. Během tohoto vystoupení to pozvedli ještě na další úroveň. Čon Čong-kuk v doprovodu tanečníků vystoupil s tancem v maskách nazývaným talčchum a Pak Či-min vystoupil v doprovodu žen tančících vějířový tanec.